# ۱۸۳۵
۱۸۳۵ (میلادی) هزار و هشتصد و سی و پنجمین سال تقویم میلادی است.

## زادگان
- ۱۸ فوریه – سزار کوئی، آهنگساز و مهندس روسی (د. ۱۹۱۸)
- ۱۲ مارس – سیمون نیوکام، ستاره‌شناس، ریاضی‌دان، و اقتصاددان کانادایی (د. ۱۹۰۹)
- ۱۴ مارس – جووانی اسکیاپارلی، ستاره‌شناس ایتالیایی (د. ۱۹۱۰)
- ۲ ژوئن – پیوس دهم، کشیش ایتالیایی (د. ۱۹۱۴)
- ۱۰ ژوئیه – هنریک وینیاوسکی، آهنگساز لهستانی (د. ۱۸۸۰)
- ۲۷ ژوئیه – جوسوئه کاردوچی، نویسنده و شاعر ایتالیایی (د. ۱۹۰۷)
- ۲ اوت – الیشا گری، مهندس آمریکایی (د. ۱۹۰۱)
- ۹ اکتبر – کامی سن-سانس، آهنگساز فرانسوی دوره رمانتیسم (د. ۱۹۲۱)
- ۲۳ اکتبر – آدلی استیونسون یکم، سیاست‌مدار آمریکایی (د. ۱۹۱۴)
- ۳۱ اکتبر – آدولف فون بایر، شیمی‌دان آلمانی (د. ۱۹۱۷)
- ۳۰ نوامبر – مارک توین، نویسنده و طنزپرداز بزرگ آمریکایی (د. ۱۹۱۰)
- ۴ دسامبر – ساموئل باتلر، نویسنده بریتانیایی (د. ۱۹۰۲)

## درگذشتگان
- ۱۳ مه – جان نش (معمار)، معمار بریتانیایی (ز. ۱۷۵۲)